# CBHD
CBHD (China Blue High-Definition), anteriormente conhecido como CH-DVD (China High Definition DVD), é um formato de discos ópticos de alta definição anunciada em Setembro de 2007 pela Optical Memory National Engineering Research Center (OMNERC) da Universidade Tsinghua na China. O formato foi uma união entre o DVD Fórum e OMBERC em 2005, e foi oficialmente concluído em 2007. É compativel com todos os players HD DVD